# Chris Riggott
Chris Riggott est un footballeur anglais né le 1er septembre 1980 à Derby. Il évolue traditionnellement au poste de défenseur. 
Il a disputé la finale de la Coupe UEFA en 2006 face au Séville FC et a remporté la Coupe de la Ligue anglaise en 2004.

## Carrière
- 1998-99 : Derby County
- 1999-00 : Derby County (1 match)
- 2000-01 : Derby County (31 matchs, 3 buts)
- 2001-02 : Derby County (37 matchs)
- 2002-03 (janv): Derby County (D2) (22 matchs, 2 buts)
- 2003 : Middlesbrough (5 matchs, 2 buts)
- 2003-04 : Middlesbrough (17 matchs)
- 2004-05 : Middlesbrough (21 matchs, 2 buts) (8 matchs et 1 but en C3)
- 2005-06 : Middlesbrough (22 matchs) (13 matchs et 1 but en C3)
- 2006-07 : Middlesbrough (3 matchs)
- 2007-08 : Middlesbrough
- 2008 : → Stoke City (5 matchs) (prêt)
- 2010-2011 : Cardiff City
- 2011 : Derby County

### Cardiff City
Riggott est transféré de Middlesbrough à Cardiff City en septembre 2010, mais une blessure l'empêche d'être aligné immédiatement dans l'équipe. Il doit attendre le 26 décembre 2010 pour jouer son premier match sous les couleurs de Cardiff, à l'occasion du match Cardiff-Coventry (2-0). Pourtant, dès les premiers jours de janvier 2011, il subit une nouvelle blessure qui l'éloigne 10 semaines des terrains. Pour cette raison, la direction de Cardiff City parvient à un accord avec lui pour obtenir la résiliation de son contrat. Le 1er février 2011, il se retrouve ainsi sans club.
Ce n'est que plusieurs mois après qu'il signe pour un autre club, le club de ses débuts, le Derby County FC, qui le recrute au début de la saison 2011-2012. Il y signe un contrat d'un an mais le rompt par consentement mutuel quelques mois plus tard.

## Statistiques
| Saison      | Club          | Pays           | Championnat        | Coupes nationales | Coupes continentales   |
| ----------- | ------------- | -------------- | ------------------ | ----------------- | ---------------------- |
| 1999 - 2000 | Derby County  | Premier League | 1 match            | -                 | -                      |
| 2000 - 2001 | Derby County  | Premier League | 31 matchs / 3 buts | 5 matchs / 2 buts | -                      |
| 2001 - 2002 | Derby County  | Premier League | 37 matchs          | 2 matchs          | -                      |
| 2002 - 2003 | Derby County  | Championship   | 22 matchs / 2 buts | 2 matchs          | -                      |
| 2002 - 2003 | Middlesbrough | Premier League | 5 matchs / 2 buts  | -                 | -                      |
| 2003 - 2004 | Middlesbrough | Premier League | 17 matchs          | 7 matchs          | -                      |
| 2004 - 2005 | Middlesbrough | Premier League | 21 matchs / 1 but  | 3 matchs          | 8 matchs / 1 but (C3)  |
| 2005 - 2006 | Middlesbrough | Premier League | 22 matchs          | 7 matchs / 1 but  | 13 matchs / 1 but (C3) |
| 2006 - 2007 | Middlesbrough | Premier League | 6 matchs           | 1 match           | -                      |
| 2007 - 2008 | Middlesbrough | Championship   | 8 matchs           | 1 match           | -                      |
| 2007 - 2008 | Stoke City    | Championship   | 9 matchs           | -                 | -                      |
| 2007 - 2008 | Middlesbrough | Premier League | 2 matchs / 1 but   | -                 | -                      |
| 2008 - 2009 | Middlesbrough | Premier League | 17 matchs          | 3 matchs          | -                      |
| 2009 - 2010 | Middlesbrough | Championship   | 6 matchs           | 1 match           | -                      |
| 2010 - 2011 | Cardiff City  | Championship   | 2 matchs           | -                 | -                      |
| 2011 - 2012 | Derby County  | Championship   | -                  | -                 | -                      |

Dernière mise à jour : 10 août 2011

## Palmarès
- Vainqueur de la League Cup en 2004 (Middlesbrough)
- Finaliste de la Coupe UEFA en 2006 (Middlesbrough)